# Clara Paget
Lady Clara Elizabeth Iris Paget (Londres, Inglaterra; 12 de septiembre de 1988), conocida simplemente como Clara Paget, es una exmodelo y actriz inglesa. Es conocida por sus papeles en películas como St Trinian's 2: The Legend of Fritton's Gold y Fast & Furious 6 y su interpretación como la pirata Anne Bonny en la serie de televisión Black Sails.

## Biografía
Paget nació en 1988, hija de padre artista, Charles Paget, octavo Marqués de Anglesey, y madre escritora, Georgeanne Elliot Downes.

## Carrera
Se le ofreció un papel después de ser fichada por un cazatalentos en una fiesta de disfraces. Paget ha recibido elogios por su papel como Anne Bonny, una representación ficticia de la histórica pirata, en la serie Black Sails.

## Filmografía
Cine
| Año  | Título                                       | Papel | Notas |
| ---- | -------------------------------------------- | ----- | ----- |
| 2009 | St Trinian's 2: The Legend of Fritton's Gold | Bella |       |
| 2013 | Fast & Furious 6                             | Vegh  |       |

Televisión
| Año       | Título           | Papel             | Notas                               |
| --------- | ---------------- | ----------------- | ----------------------------------- |
| 2011      | Midsomer Murders | Charlotte Cameron |                                     |
| 2011      | Little Crackers  | Linda             |                                     |
| 2014—2017 | Black Sails      | Anne Bonny        | Elenco principal, serie de TV Starz |